# 박하이
박하이(1988년 1월 18일 ~)는 대한민국의 배우, 가수다.

## 출연

### 드라마
- 《아이 러브 이태리》 (2012) - 경아 역
- 《여자만화 구두》 (2014) - 회사 직원 역
- 《사랑만 할래》 (2014)
- 《펀치》 (2014)
- 《구르미 그린 달빛》 (2016)
- 《아임쏘리 강남구》 (2016~2017)
- 《편의점 샛별이》 (2020)

### 방송
- 《프로듀스 101》 (2016) - 발표순위 43위
- 《내일은 미스트롯》 (2019) - Top 94

## 음반
- Higher (2017)
- 달라요 (2019)

## 영화
- Mr. 아이돌 (2011) - 스타뮤직 연습생 역

## 뮤직비디오
- 폴백 <내게도 너란 사람이> (2013)
- 유승찬 <드라이브> (2013)